# Sierra de San Miguelito
La Sierra de San Miguelito es un macizo montañoso en el que se encuentra un área natural protegida en el estado mexicano de San Luis Potosí, específicamente en cuatro municipios del estado: San Luis Potosí, Mexquitic de Carmona, Villa de Reyes y Villa de Arriaga. El 20 de septiembre de 2018 fue decretada como una reserva protegida en el estado de San Luis Potosí, y en 2021 fue decretado como el Área de Protección de Flora y Fauna Sierra de San Miguelito. El nombre San Miguelito se aplicaba únicamente a la parte serrana de la Comunidad de San Juan de Guadalupe, al sur de la ciudad de San Luis Potosí y a la porción del municipio de Mexquitic de Carmona, hacia el poniente de la misma ciudad, llamado San Miguel de Mexquitique en su fundación a fines del siglo XVI, y a la sierra contigua San Miguelito por extensión; hay quienes indican que el nombre es por San Miguel Arcángel, otros más que fue en honor del Capitán Miguel Caldera, mestizo pacificador de indígenas guachichiles en la región; sin embargo, no se conocen documentos que prueben el origen real del nombre. Posteriormente, la sierra recibió distintos nombres según la ubicación de las haciendas -que luego se convirtieron en ejidos - alrededor de ella: sierra Azul, sierra Negra, sierra del Bernalejo, etc., pero para fines de crear un Área Natural Protegida, el ideólogo y promotor del proyecto de conservación Edgardo de los Santos Cázares propuso darle un solo nombre a todo el macizo montañoso, y como la sierra era conocida en la ciudad de San Luis Potosí y en Mexquitic como San Miguelito, decidió mantener ese nombre para el área protegida, siendo aceptado en su momento por los distintos ejidos que decidieron participar en la conservación de la sierra.

## Ubicación
La sierra se ubica en San Luis Potosí, en la mesa del centro, entre los municipios de Mexquitic de Carmona, Villa de Arriaga, Villa de Reyes y San Luis Potosí. Es parte de una ecorregión en México denominada Desierto de Chihuahua y la Sierra Madre Oriental, ubicada al norte de la Mesa del Centro y al sur de la Mesa del Norte, por lo que recibe influencia del clima seco del norte del país y del templado del centro.

## Superficie
La zona que corresponde al área natural protegida de la Sierra de San Miguelito es de 111 mil 160 hectáreas, divididas en siete zonas de 24,515 ha, y una zona de amortiguamiento con 86,644 ha.

## Biodiversidad

### Flora
Predominan las cactáceas, entre ellas 15 que se consideran en riesgo. Posee 89 especies endémicas del país, y dos que son endémicas de la Sierra de San Miguelito. En cuanto a los árboles, abunda el pino piñonero (Pinus cembroides) y unas diez especies de encinos. También posee especies de matorral xerófilo.

### Fauna
Posee 15 especies en riesgo y 55 especies bajo alguna categoría de protección de acuerdo con la NOM-059-SEMARNAT-2010, así como unas 285 especies endémicas del país. Se han encontrado mamíferos como el puma (Puma concolor ), venado cola blanca (Odocoileus virginianus), tejones (Taxidea taxus),  ardillas Peter (Sciurus oculatus), Zorrillo manchado (Spilogale gracilis) ratones (Gen. Peromyscus), cacomixtle (Basariscus astutus) murciélago trompudo, entre otros; aves como el aguililla aura (Buteo albonotatus) y el águila real (Aquila chrysaetos); también reptiles, como serpientes de cascabel (Crotalus molossus, C. aquilus, C, scutulatus), la rana leopardo y Moctezuma (Lithobathes berlandieri y L. montezumae), la salamandra tigre meseta, la tortuga casquito (Kynosternum integrum)  y el lagarto cornudo (Phrynosoma orbiculare).

## Área Natural Protegida
El 13 de diciembre de 2021 fue nombrado como Área de Protección de Flora y Fauna Sierra de San Miguelito en el Diario Oficial de la Federación.
El Grupo Sierra de San Miguelito, A.C., fundado por Edgardo de los Santos Cázares, promotor e ideólogo de la conservación de la sierra, inició los trabajos para lograr la conservación de la sierra en el año 2003, primero de interés estatal, y ante el bloqueo del proyecto por parte de fraccionadores y gobierno, se buscó a nivel federal en 2010 ante SEMARNAT y CONANP quienes no mostraron interés, lo que obligó a continuar a nivel estatal la búsqueda de la protección; diversas Asociaciones Civiles como La Tierra Respira, Cetreros Potosinos, Fundación Armadillo se unieron al Grupo Sierra de San Miguelito, así como personas afines al proyecto, fundando una nueva Asociación Civil denominada Consejo Ciudadano de Vida Silvestre y Medio Ambiente de San Luis Potosí, con el objetivo de apoyar el proyecto de conservación de la sierra e incidir en las políticas públicas ambientales del estado. Ante la presión e insistencia, los primeros meses del 2018 el gobernador Juan Manuel Carreras decidió proteger sólo 12,600 has en una "primera etapa", frase incluida en el decreto de acuerdo a la solicitud hecha por el Grupo Sierra de San Miguelito y que apareció en el decreto estatal publicado en el periódico Oficial de Gobierno del Estado el 20 de septiembre del 2018, pero comprendiendo que sería la única etapa, finalmente el promotor de la protección entregó una carta personalmente al entonces candidato a la presidencia de la República Andrés Manuel López Obrador, pidiendo su apoyo para proteger la sierra principalmente de la urbanización, iniciándose nuevamente gestiones ante SEMARNAT y CONANP a fines del 2018 y principios del 2019, lo que dio lugar a que el gobernador, y ante el incendio del 2019, solicitara apoyo al ya presidente de la República, quien dio continuidad al proyecto de conservación hasta lograr el decreto federal.
Otras asociaciones civiles, como Cambio de Ruta y otros ciudadanos y periodistas como Julio Hernández López, se sumaron al proyecto en la recta final del proceso federal,  indicando la importancia de proteger la Sierra de San Miguelito para el medio ambiente regional y los riesgos que suponía la expansión urbana. Por un lado, la zona natural incentiva la atracción de la lluvia en el estado, por la diversidad de vegetación que contiene, entre pastizales, matorrales y bosques. Asimismo, se había denunciado la cacería furtiva en la zona, así como el desarrollo inmobiliario sin control.Todo esto quedó debidamente indicado en los tres Estudios Técnicos Justificativos o de Factibilidad que se realizaron en sus distintas etapas, el primero realizado por el Grupo Sierra de San Miguelito, A.C. en 2009, https://slp.gob.mx/segam/Documentos%20compartidos/OTROS/ESTUDIO%20TECNICO%20JUSTIFICATIVO%20DE%20LA%20SIERRA%20DE%20SAN%20MIGUELITO.pdfel segundo por el Instituto Potosino de Investigación Científica y Tecnológica (IPICYT) en 2018 https://slp.gob.mx/segam/Documentos%20compartidos/SIACC/ÁREAS%20NATURALES%20PROTEGIDAS/areas%20naturales%20estatales/ANP%20SAN%20MIGUELITO/ETF%20ANP%20Sierra%20San%20Miguelito%20versión%20final%202%20agosto2018.pdfy el tercero y definitivo por la UNAM-enes-Morelia, en el cual participó el ideólogo de la protección de la sierra, pidiendo no ser mencionado en el documento.